# Wilhelm von Biela
Wilhelm von Biela (19 marca 1782 w Roßla w Harzu, zm. 18 lutego 1856 w Wenecji) – kapitan Armii Cesarstwa Austriackiego i astronom amator.

## Życiorys
Wilhelm von Biela był kapitanem armii austriackiej, biorącym udział w wojnach napoleońskich w roku 1805, 1809 i latach późniejszych. W 1830 pełnił służbę w Czeskim Pułku Piechoty Nr 18. 
Amatorsko zajmował się astronomią, między innymi obserwacjami komet. W 1826 roku potwierdził, że nazwana jego imieniem kometa 3D/Biela jest kometą okresową. Zaobserwował też kilka innych komet, jednak w tych przypadkach został wyprzedzony przez innych astronomów, którzy dokonali niezależnych odkryć.
W uznaniu jego zasług jedną z planetoid nazwano (2281) Biela.